# Championnat de Suisse de football 1936-1937
Navigation
Édition précédente Édition suivante
La 40e édition du championnat de Suisse de football est remportée par le Grasshopper-Club Zurich.
Le BSC Young Boys termine deuxième à sept points du champion. Le Young Fellows Zurich complète le podium. 
Le système de promotion/relégation est modifié : descente automatique pour le dernier de première division, descente par match de barrage pour les deux derniers de première division (le championnat de la saison suivante passant à 12 clubs) et montée par match de barrage pour les premiers des deux groupes de deuxième division. Le FC La Chaux-de-Fonds et le FC Saint-Gall descendent en deuxième division tandis que le FC Granges est promu en première division.
Alessandro Frigerio, joueur du Young Fellows Zurich finit meilleur buteur du championnat avec 23 buts marqués.

## Les clubs de l'édition 1936-1937
| Club                    | Ville             |
| ----------------------- | ----------------- |
| BSC Young Boys          | Berne             |
| Grasshopper-Club Zurich | Zurich            |
| FC Bâle                 | Bâle              |
| FC Berne                | Berne             |
| FC Biel-Bienne          | Bienne            |
| FC La Chaux-de-Fonds    | La Chaux-de-Fonds |
| FC Lucerne              | Lucerne           |
| FC Lugano               | Lugano            |
| FC Nordstern Bâle       | Bâle              |
| Lausanne-Sports         | Lausanne          |
| FC Saint-Gall           | Saint-Gall        |
| Servette FC             | Genève            |
| Young Fellows Zurich    | Zurich            |

## Compétition

### Classement
Le classement est établi sur le barème de points classique (victoire à 2 points, match nul à 1, défaite à 0).
| Rang | Équipe                  | Pts | J  | G  | N | P  | Bp | Bc  | Diff |
| ---- | ----------------------- | --- | -- | -- | - | -- | -- | --- | ---- |
| 1    | Grasshopper-Club Zurich | 36  | 24 | 15 | 6 | 3  | 68 | 32  | +36  |
| 2    | BSC Young Boys          | 29  | 24 | 12 | 5 | 7  | 61 | 36  | +25  |
| 3    | Young Fellows Zurich    | 28  | 24 | 12 | 4 | 8  | 57 | 53  | +4   |
| 4    | FC Lucerne              | 28  | 24 | 11 | 6 | 7  | 44 | 45  | -1   |
| 5    | FC Biel-Bienne          | 27  | 24 | 11 | 5 | 8  | 45 | 37  | +8   |
| 6    | FC Lugano               | 26  | 24 | 11 | 4 | 9  | 57 | 54  | +3   |
| 7    | Servette FC             | 25  | 24 | 11 | 3 | 10 | 55 | 47  | +8   |
| 8    | Lausanne-Sports         | 23  | 24 | 10 | 3 | 11 | 56 | 40  | +16  |
| 9    | FC Berne                | 22  | 24 | 8  | 6 | 10 | 42 | 44  | -2   |
| 10   | FC Nordstern Bâle       | 21  | 24 | 7  | 7 | 10 | 42 | 50  | -8   |
| 11   | FC Bâle                 | 21  | 24 | 8  | 4 | 12 | 30 | 42  | -12  |
| 12   | FC La Chaux-de-Fonds    | 20  | 24 | 9  | 2 | 13 | 54 | 61  | -7   |
| 13   | FC Saint-Gall           | 20  | 24 | 2  | 3 | 19 | 32 | 102 | -70  |

|  | Champion de Suisse    |
|  | Barrage de relégation |
|  | Relégation            |

### Barrage de relégation
Le match est rejoué après un match nul entre les deux équipes.
| Équipe 1 | Résultat   | Équipe 2             |
| -------- | ---------- | -------------------- |
| FC Bâle  | 1 - 1 a.p. | FC La Chaux-de-Fonds |
| FC Bâle  | 1 - 0      | FC La Chaux-de-Fonds |

## Bilan de la saison
| Tableau d'Honneur                 |                         |
| Compétition                       | Vainqueur               |
| Championnat de Suisse de football | Grasshopper-Club Zurich |
| Coupe de Suisse de football       | Grasshopper-Club Zurich |

| Promotions et relégations |                                    |
| Promus                    | FC Granges                         |
| Relégués                  | FC La Chaux-de-Fonds FC Saint-Gall |

## Statistiques

### Meilleur buteur
- Alessandro Frigerio, Young Fellows Zurich, 23 buts